# Decauville ZZ P 1 à 9
Les autorails Decauville PLM sont des autorails construits par Decauville et livrés au PLM en 1936 sous l'immatriculation PLM ZZ P 1 à 9, puis ZZ DC 2001 à 2009 (1937) et X DC 2001 à 2009 (SNCF, 1947). Ils ont fait toute leur carrière au dépôt de Grenoble. Ces engins étaient reconnaissables par leur silhouette caractéristique du fait de leurs longs capots moteur à chaque  extrémité (d'où leur surnom de « Nez de cochon »), capots qui leur furent enlevés lors de leur transformation en 1952 et 1953 sur le même modèle que les X 52100.
Ces autorails, profondément transformés, formeront en 1952 la série des X 52001 à 8 de la SNCF. 

## Description
Construits par les Établissements Decauville, ces autorails sont dotés d'une transmission électrique et de deux moteurs Saurer de 300 ch chacun entraînant une génératrice. Ils possèdent une cabine de conduite à chaque extrémité et sont livrés au PLM en 1938. Ils sont alors les premiers autorails diesels-électriques français. Ils reçoivent la livrée bleue et gris clair du PLM.
Lors de leur transformation en 1952 et 1953, sur le même modèle que les X 52100, leurs nez de cochon sont supprimés et ils reçoivent la livrée rouge et le toit crème de la SNCF, puis voient leur toiture peinte en rouge.

## Services effectués
- Grenoble - Lyon-Perrache
- Lyon-Perrache - Saint-Étienne

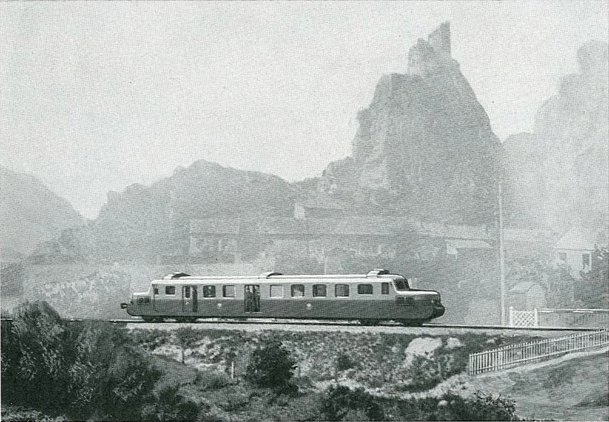
« Nez de cochon » sur la ligne des Alpes.

- Grenoble - Rives - Beaurepaire - Saint-Rambert-d'Albon
- Saint-Rambert-d'Albon - Livron
- Valence - Livron - Veynes
- Valence - Grenoble - Chambéry - Aix-les-Bains - Culoz
- Valence - Grenoble - Chambéry - Aix-les-Bains - Culoz - Genève (en service international)
- Grenoble - Veynes - Saint-Auban - Digne (relation créée en juin 1953)
- Grenoble - Veynes - Marseille
- Marseille - Veynes - Gap - Briançon
- Grenoble - Veynes - Gap - Briançon
- Valence - Veynes - Gap - Briançon
- Chambéry - Bourg-Saint-Maurice
- Chambéry - Modane
- Chambéry - Albertville
- Albertville - Ugine - Annecy
- Grenoble - Annecy
- Lyon-Perrache - Lyon-Brotteaux - Ambérieu - Culoz
- Grenoble - Saint-Georges-de-Commiers - Vif

## Dépôt d'attache
Ces autorails ont effectué toute leur carrière au Centre Autorails de Grenoble (annexe du dépôt de Grenoble) de 1938 à 1973.

## Modélisme
Ces autorails ont été reproduits en HO par les Éditions Atlas (reproduction statique) dans le cadre de la collection "Michelines et Autorails".